# Cierge magique

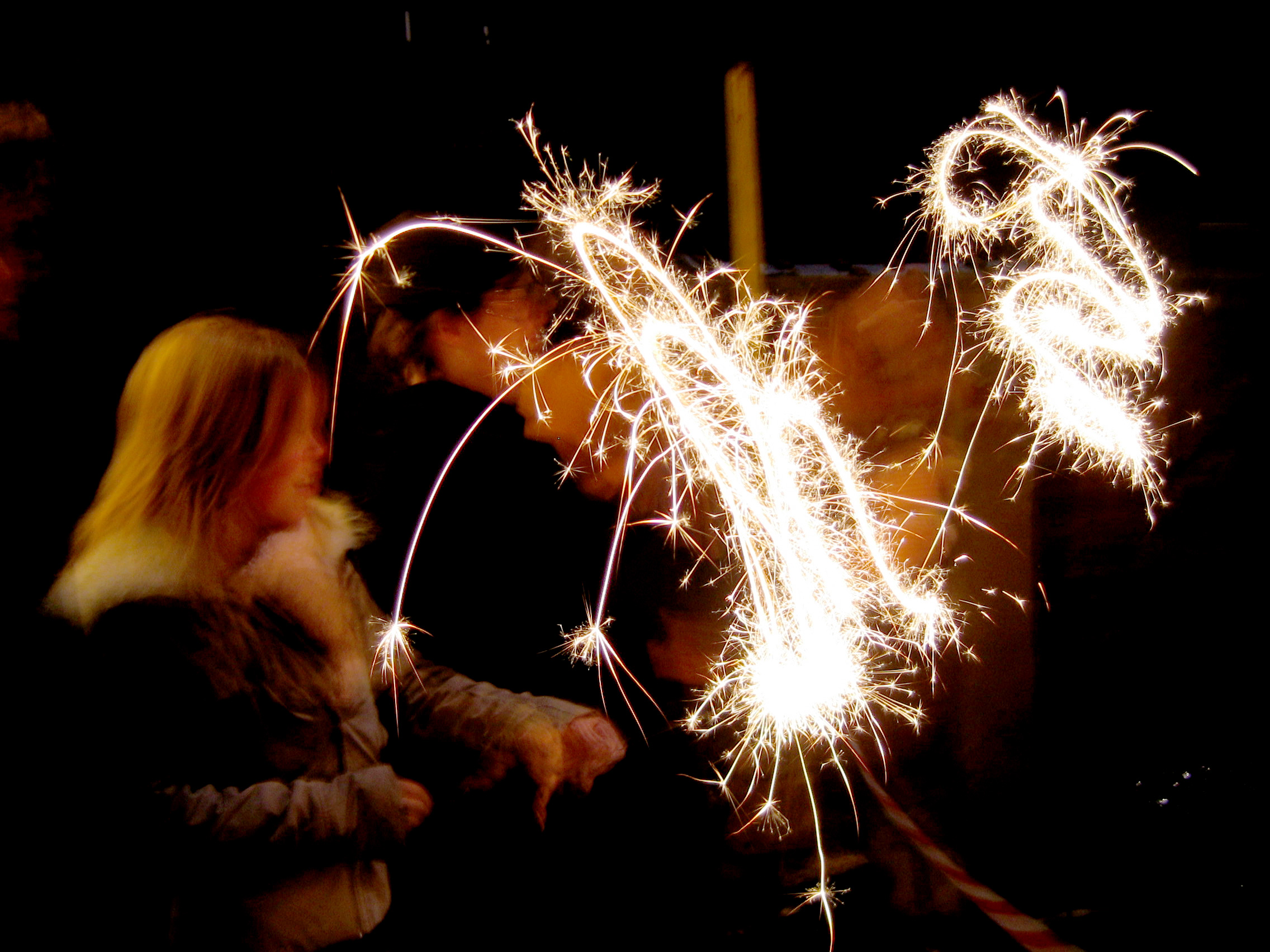
Cierge magique.

Cierge magique.

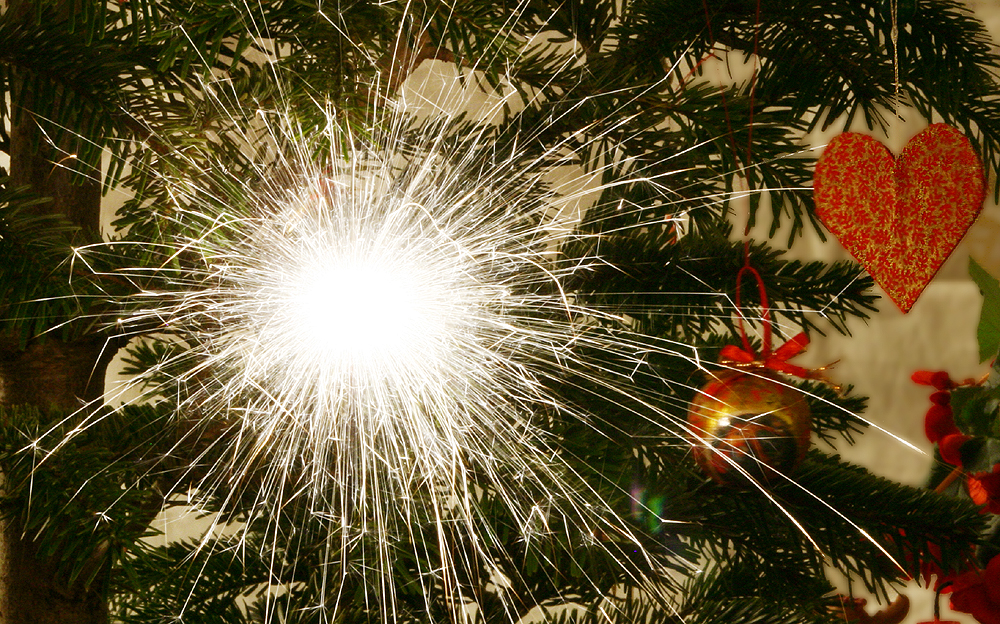
Cierge magique dans un sapin de Noël.

Un cierge magique (ou cierge merveilleux), du nom des cierges religieux, est une baguette d'une vingtaine de centimètres de long, enduite d'une matière pyrotechnique, de sorte qu'il brûle lentement en projetant autour de lui des étincelles dorées ou multicolores.
Ces étincelles sont présentées comme étant inoffensives pour celui qui le tient car très fines et se refroidissant très vite (la température peut néanmoins atteindre 648,9 °C au point de combustion, ce qui invite à manipuler ce dispositif avec précaution et notamment éviter que les étincelles (particules métalliques en combustion) n'atteignent les yeux.
Il ne doit pas être confondu avec certains dispositifs de feu d'artifice, qui ne sont pas conçus pour être tenus à la main mais pour être enfoncés dans le sol. Il devrait être utilisé en plein air ou dans une pièce aérée, car sa combustion dégage une fumée âcre, chlorée (à partir du perchlorate) et contenant des métaux et oxydes métalliques (micro ou nanoparticules). 

## Histoire
Les cierges magiques tels qu'utilisés aujourd'hui auraient été inventés dans les années 1900, d'abord produits à partir de limaille de fer introduite dans une pâte pyrotechnique enduite sur un fil de fer de 10 pouces de long et mise à sécher.

## Composition
Outre son cœur souvent métallique, le cierge est composé d'un liant assurant la consistance pâteuse lors de la fabrication (en dextrine ou nitrocellulose), et emprisonnant les particules métalliques indispensables à la formation des étincelles.
Ces particules sont formées des substances suivantes :
- aluminium, magnésium, ou magnalium (alliage d'aluminium comprenant 5 % de magnésium): production d'étincelles blanches ;
- fer : étincelles orange, se subdivisant « en branches » ;
- titane : riches étincelles blanches ;
- ferrotitane : étincelles dorées.

D'autres ingrédients règlent la combustion, notamment sa vitesse: le soufre et le charbon de bois.
Un élément oxydant est nécessaire :
- nitrate de potassium ;
- nitrate de baryum (toxique) ;
- nitrate de strontium ;
- perchlorate de potassium (toxique, plus puissant, voire dangereux car les perchlorates sont sujets à explosion et sont des perturbateurs endocriniens, mais néanmoins utilisés).

Des effets colorés supplémentaires peuvent être obtenus en ajoutant des colorants pyrotechniques : chlorures et nitrates de métaux, tels que le baryum, le strontium ou le cuivre.

## Utilisation
Ces cierges magiques sont utilisés lors de fêtes, souvent en intérieur, du fait de leur moindre dangerosité comparée aux feux d'artifice proprement dit, puisqu'ils ne brûlent pas la main qui les tient. 
Ils peuvent ainsi servir de décoration :
- à Noël ou au Nouvel An, comme ornements de table par exemple ;
- en Inde, lors de la fête de la lumière, Divālī.

Ils sont aussi fréquemment utilisés comme ornements sur les gâteaux d'anniversaire, ou pièces montées, malgré la toxicité possible de certaines des substances chimiques employées pour les fabriquer.

## Risques et dangers

### Statistiques
- En 2009, le National Council on Fireworks Safety rapporte qu'aux États-Unis (Conseil national de sécurité dans les arts pyrotechniques), les cierges magiques, de plus en plus utilisés à l'occasion des fêtes de l'indépendance (Fourth of July festivities), sont responsables dans ce pays de 16 % des blessures déclarées dans le pays comme liées à l’usage de dispositifs pyrotechniques (feux d’artifice inclus)[4]
- Aux États-Unis, selon un rapport annuel sur les blessures induites par les dispositifs pyrotechniques de la Consumer Product Safety Commission, les cierges magiques représentent un pourcentage important du total des blessures, et spécialement chez les jeunes enfants. Ils sont pour ceux-ci souvent plus dangereux que les pétards ou les feux d'artifice[5].

| Année | Estimation du nombre de blessures | % des accidents liés aux cierges magiques sur l'ensemble des accidents liés à l'usage de dispositifs pyrotechniques. | % d'accidents liés aux cierges magiques sur la classe d'âge des moins de 5 ans |
| ----- | --------------------------------- | --- | ------------------------------------------------------------------------------ |
| 2011  | 1 100                             | 17 % | 36 %                                                                           |
| 2012  | 600                               | 12 % | 30 %                                                                           |
| 2013  | 2 300                             | 31 % | 79 %                                                                           |
| 2014  | 1 400                             | 19 % | 61 %                                                                           |

- Le nombre de blessés tend à augmenter avec la banalisation des feux d'artifice. Ainsi, en 2010, le risque de blessure par feux d'artifice (ramené à l'âge) était aux États-Unis le plus élevé pour les enfants de 5 à 14 (deux fois plus élevé que pour la population générale)[10]. 
Et les cierges magiques et quelques nouveautés représentaient à eux seuls 38 % des 8 600 blessures traitées par les urgences hospitalières des États-Unis en 2010[10]. En 2015 aux États-Unis sur près de 12 000 blessés par feux d'artifice (record depuis l'an 2000)  les blessés les plus graves étaient le plus souvent de jeunes hommes de 15 à 19 ans, suivis par des enfants de 5 à 9 ans[11] et 65% environ de toutes les blessures provenaient de dispositifs réputés anodins dont cierges magiques, de petites fusées ou des pétards[11].

Selon le combustible et le comburant (oxydant) utilisés, la température du point de combustion est d'environ 1 000 à 1 600 °C), ce qui est plus que suffisant pour faire fondre certains métaux, causer des brûlures graves de la peau ou mettre le feu à des vêtements, de l'alcool ou des tissus très inflammables.

## Précaution et accidents
Les experts en sécurité recommandent que les adultes et enfants manipulant des cierges magiques soient correctement mis en garde, supervisés et portent des vêtements ininflammables.
- Dans les zones arides et en période de forte sécheresse, les cierges magiques (comme les feux de Bengale et tous les feux d'artifice) peuvent être source de départ de feu accidentel et provoquer des incendies de forêt (en Australie, par exemple, plusieurs feux accidentels de brousse auraient été déclenchés par des cierges magiques, ce qui a conduit à leur interdiction dans les établissements publics et lors d’événements de plein air durant l'été, comme la Fête Australie [citation nécessaire]).
- Des « bombes de Sparklers » (Sparkler bombs) ont été produites en regroupant jusqu’à 300 cierges magiques avec du ruban adhésif. En 2008, aux États-Unis, trois décès ont été attribués à de tels dispositifs, qui peuvent s’enflammer ou exploser accidentellement lorsqu’exposés à la chaleur ou au frottement[12]. Parce que contenant généralement plus de 50 milligrammes d’une poudre explosive (interdite dans des pétards), de tels dispositifs sont illégaux aux États-Unis (U.S. Bureau of Alcohol, Tobacco, Firearms and Explosives (ATF) regulations.)  [12].

En 2008, un homme Brookings, SD, a été tué alors qu'il était assis sous son porche, avec une bombe sparkler qui semble avoir spontanément explosé.
Les représentants de l'industrie des feux d'artifice reportent la responsabilité sur les clients. Il n'y a pas grand-chose qu'ils peuvent faire disent-ils pour empêcher les gens d'utiliser des feux de Bengale ou d'autres dispositifs pyrotechniques de manière dangereuse ou détournée. Pour Bill Weimer (vice-président de l'entreprise de feux d'artifice Phantom, qui détient Sparklers diamant, unique fabricant américain de cierges magiques), limiter les ventes par personne « ne va pas empêcher quatre personnes de venir et d'acheter deux paquets chacun ».
D'autre pensent qu'il est important de sensibiliser le grand public au risque de blessures involontaires, dont par les brûlures qui pour la plupart pourraient être évitées par une meilleure gestion du risque.
Des risques existent aussi en amont, au niveau de la fabrication, du transport et du stockage. Par exemple, l'usine de Bright Sparklers Fireworks fire (Sungai Buloh, Selangor, Malaisie) a explosé le 7 mai 1991 en tuant 26 personnes et faisant de nombreux blessés,.

## Réglementation
Selon les pays ou les régions du monde, ce produit peut être interdit d'utilisation tout ou partie de l'année (c'est le cas dans 5 États américains). 
Il peut aussi être soumis à une réglementation particulière pour sa fabrication, son stockage et son transport, dont par exemple pour le transport sur les voies d'eau intérieures en Europe à la suite d'un « Accord européen relatif au transport international des marchandises dangereuses par voies de navigation intérieure ». 